# تتراکلرید اورانیوم
تتراکلرید اورانیوم (به انگلیسی: Uranium tetrachloride) با فرمول شیمیایی UCl۴ یک ترکیب شیمیایی است. که جرم مولی آن ۳۷۹.۸۴ g/mol می‌باشد.